# Porcellidium algoense
Porcellidium algoense is een eenoogkreeftjessoort uit de familie van de Porcellidiidae. De wetenschappelijke naam van de soort is voor het eerst geldig gepubliceerd in 1982 door Hicks.